# 모로야마정
모로야마정(일본어: 毛呂山町 모로야마마치[*])은 일본 사이타마현 남서부에 있는 이루마군의 정이다.
서부는 자연이 남아 있는 소토치치부 산지, 북동부에는 이와도노 구릉, 동부에는 논이 펼쳐져 있는 저지이다. 중앙부로 JR 하치코선과 도부 오고세선이 지나고 연선을 중심으로 택지화가 진행되고 있다. 과수원이 많고 특히 유자의 산지로 알려져 있다.

## 지리
도쿄 도심에서 50km권 내의 이루마군 남서부에 위치하고 동서 길이는 약 9km, 남북 길이는 약 7.5km로 중앙부를 교살할 수 있었던 형태를 하고 있다.
지치부 산지와 간토 평야가 접하는 하치오지 구조선에 걸쳐 있고 서부의 완만한 산지는 표고 약 300~400m로, 소토치치부 산지의 동쪽 가장자리에 해당해 지치부 고생층이 넓게 분포하고 있다. 이 호수에서 한노시의 덴란산까지 오쿠무사시 자연 보도가 뻗어 있고 유자를 포함한 과수원이나 밭이 많은 자연 환경 덕분에 많은 관광객이 하이킹을 위해 방문하고 있다.
중앙부에서 동부에 걸쳐서는 옷베강과 고마강에 끼어 있는 고도 약 60m 전후의 평지이고 표면은 간토 롬층에 덮여 있다. 중앙부를 JR 하치코선과 도부 오고세선이 남북으로 지나고 특히 도부 오고세선은 사카토에서 도조선과 만나 도쿄도의 통근권에 들어가며, 그 연선은 택지화가 진행되어 시가지가 형성되고 있다. 동부의 저지는 논지대가 되어 있다. 북동부에는 이와도노 구릉이 스치고 있어 그 입지를 살린 신흥 주택 단지의 개발이 진행되고 있다.
주된 지목별 구성비는 산림 40.2%, 밭 14.0%, 그 외 13.8%, 택지 13.5%, 잡종지 12.8%, 논 4.7%, 원야 0.9%, 지소 0.1%로 되어 있고 택지나 그 외의 비율이 증가해 삼림이나 농용지 등의 감소가 진행되고 있다. 또 수도권으로부터의 접근성이 좋고 지형이 알맞아 골프장도 많이 개발되고 있다.

## 역사
조몬 시대 중기 무렵에는 벌써 사람들이 생활을 하고 있던 흔적이 있고 지금까지 약 120곳의 유적이 확인되고 있다.
- 1871년 11월 - 폐번치현에 의한 제1차 부현 통합을 해 현재의 정역은 이루마현의 관할이 되었다.
- 1873년 6월 - 이루마현과 군마현이 통합되어 구마가야현의 관할이 되었다.
- 1875년 - 촌들이 통폐합되어 19개의 촌이 성립하였다.
- 1876년 8월 - 구마가야현이 폐지되어 사이타마현의 관할이 되었다.
- 1889년 4월 1일 - 정촌제 시행으로 가와카토촌, 모로촌, 다키노뉴촌이 성립하였다.
- 1891년 8월 20일 - 다키노뉴촌이 명칭을 변경해 야마네촌이 되었다.
- 1939년 4월 1일 - 모로촌과 야마네촌이 합병해 모로야마정이 되었다.
- 1955년 4월 1일 - 가와카미촌과 합병해 모로야마정이 되었다.

## 인구
| 연도 | 인구   | ±%     |
| ---- | ------ | ------ |
| 1940 | 8,456  | —      |
| 1950 | 10,823 | +28.0% |
| 1960 | 11,173 | +3.2%  |
| 1970 | 20,006 | +79.1% |
| 1980 | 31,197 | +55.9% |
| 1990 | 38,746 | +24.2% |
| 2000 | 39,711 | +2.5%  |
| 2010 | 39,052 | −1.7%  |

## 교통

### 철도
- 도부 철도 오고세선
- 동일본 여객철도 하치코선